# Aero L-159 Alca
Aero L 159 ALCA (eng. Advanced Light Combat Aircraft; hrv. Napredni laki bobeni avion) je češki borbeni višenamjenski avion kojeg proizvodi tvrtka Aero Vodochody. Trenutno je u službi ratnog zrakoplovstva Češke ali su mnoge zemlje pokazale interes za njime.

## Inačice

### L-159A
L-159A je laki višenamjenski borbeni jednosjed dizajniran za obavljanje različitih zrak-zrak, zrak-zemlja te izviđačkih misija. Zrakoplov je opremljen višemodnim Grifo-L radarom za sve vremenske uvjete te dnevne i noćne operacije. L-159A može koristiti širok raspon NATO projektila, uključujući zrak-zrak i zrak-zemlja rakete te laserski navođene bombe. Ova inačica je u operativnoj službi čeških zračnih snaga te se još uvijek proizvodi.

### L-159B
Riječ je o dvosjedu koji je derivat inačice L-159A koji je prvenstveno dizajniran za napredni i operativni borbeni trening pilota. Konfiguracija L-159B može biti prilagođena specifičnim zahtjevima kupaca tako da se avion može koristiti i za osnovni trening i za borbene i izviđačke misije, zračnu patrolu, itd.
Nakon proizvodnje samo jednog prototipa L-159B krenula je serijska proizvodnja ove inačice zrakoplova.

### L-159T1
L-159T1 je dvosjed trener kojeg koriste češke zračne snage. Svi L-159T1 su zapravo modifikacija modela L-159A preuzetih iz skladišta. Prvi let ovom inačicom je izvršen 8. ožujka 2007. godine.

### L-159BQ
Trener dvosjed razvijen za iračke zračne snage.

## Korisnici

### Postojeći korisnici
- Češka: češke zračne snage koriste 72 trenera (u službi su 24 L-159A, četiri zrakoplova je konvertirano na L-159T1 standard dok su ostali u statusu rezerve).
- Irak: zemlja koja od savezničke invazije 2003. nema svog ratnog zrakoplovstva, kupit će 24 nova zrakoplova L-159 i četiri ista zrakoplova iz zaliha češke vojske.[3] Prodaja tog zrakoplova Iraku prva je prodaja jednoj stranoj vojsci i veliki uspjeh češke industrije oružja.[3]
- Španjolska: pet trenera je 2009. dostavljeno Španjolskoj kao vojna razmjena za četiri transportna zrakoplova CASA C-295.[4] U srpnju 2012. je jedan trener Aero L-159T1 vraćen natrag u Češku kao kompenzacija za probleme s isporukom C-295 aviona.[5]

### Potencijalni korisnici
Zanimanje za Aero Almu su pokazala ratna zrakoplovstva sljedećih država:
- Albanija
- Austrija[7]
- Bangladeš
- Bolivija
- Indonezija
- Izrael
- Jordan
- Mađarska
- Španjolska

### Embargo
- Venezuela: na temelju vojnog embarga na Venezuelu kojeg je pokrenuo SAD, češka Vlada je zabranila tvrtki Aero Vodochody da izvozi ove avione u Venezuelu jer koriste francusku avioniku i ukrajinske motore.L159 nema "ukrajinski" nego USA motor (Honeywell F124-GA-100),nema uopste francuske elektronike.Planirana je varijanta bez USA tehnologije, upravo zbog neogranicenog izvoza, ali je sve ostalo na planovima.[8]

## Zračne nesreće i incidenti
- 24. veljače 2003.

Model L-159A čeških zračnih snaga srušio se tijekom leta u kojem se testirao 20 mm top Plamen. U toj zračnoj nesreći poginuo je pilot, kapetan Petr Vašíček.
- 22. studenog 2012.

Isti scenarij dogodio se i nakon devet godina. Tada se drugi model L-159A češke vojske srušio tijekom tijekom leta u središnjoj Češkoj. Poginuo je pilot, prvi poručnik Ondřej Sovina.

## Tehničke karakteristike (L-159A)
Izvori podataka: 
Osnovne karakteristike
- posada: 1
- dužina: 12,72 m
- raspon krila: 9,54 m
- površina krila: 18,80 m²
- visina: 4,87 m
- aeroprofil: NACA 64A-012

Letne karakteristike
- najveća brzina: 936 km/h (581 mph, 505 čvorova)
- dolet: 1.570 km (975 milja)
  - borbeni dolet: 565 km (351 milja)
- brzina penjanja: 62 m/sek.
- najveća visina leta: 13.200 m
- motor: 1× Honeywell F124-GA-100 turbo-fen motor

Naoružanje
- naoružanje: *top
  - 2× 20 mm top ZVI Plamen PL-20
- točke za montiranje projektila
  - 7 točaka, po 3 sa svakog krila te jedan ispod spremnika gorivom
- projektili
  - zrak-zrak projektili
    - AIM-9M Sidewinder
    - IRIS-T
    - AIM-132 ASRAAM

  - zrak-zemlja projektili
    - AGM-65 Maverick
    - AGM-88 HARM

  - bombe
    - različite laserski navođene i nenavođene bombe
    - precizno navođeno streljivo
    - klasterske bombe
- defanzivne mjere: *avionika
  - Grifo-F Radar

## Vanjske poveznice
- Flugzeug Info.net
- Fotografije L-159  Arhivirana inačica izvorne stranice od 15. srpnja 2011. (Wayback Machine)